# Gare de Chepetivka
La gare de Chepetivka (en ukrainien : станція Шепетівка) est une gare ferroviaire située dans la ville de Chepetivka en Ukraine.

## Situation ferroviaire
Elle est la tête de ligne pour la relation Chepetivka - Starokostiantyniv-I de soixante-dix kilomètres et compte cinq points d'arrêt et onze gares.

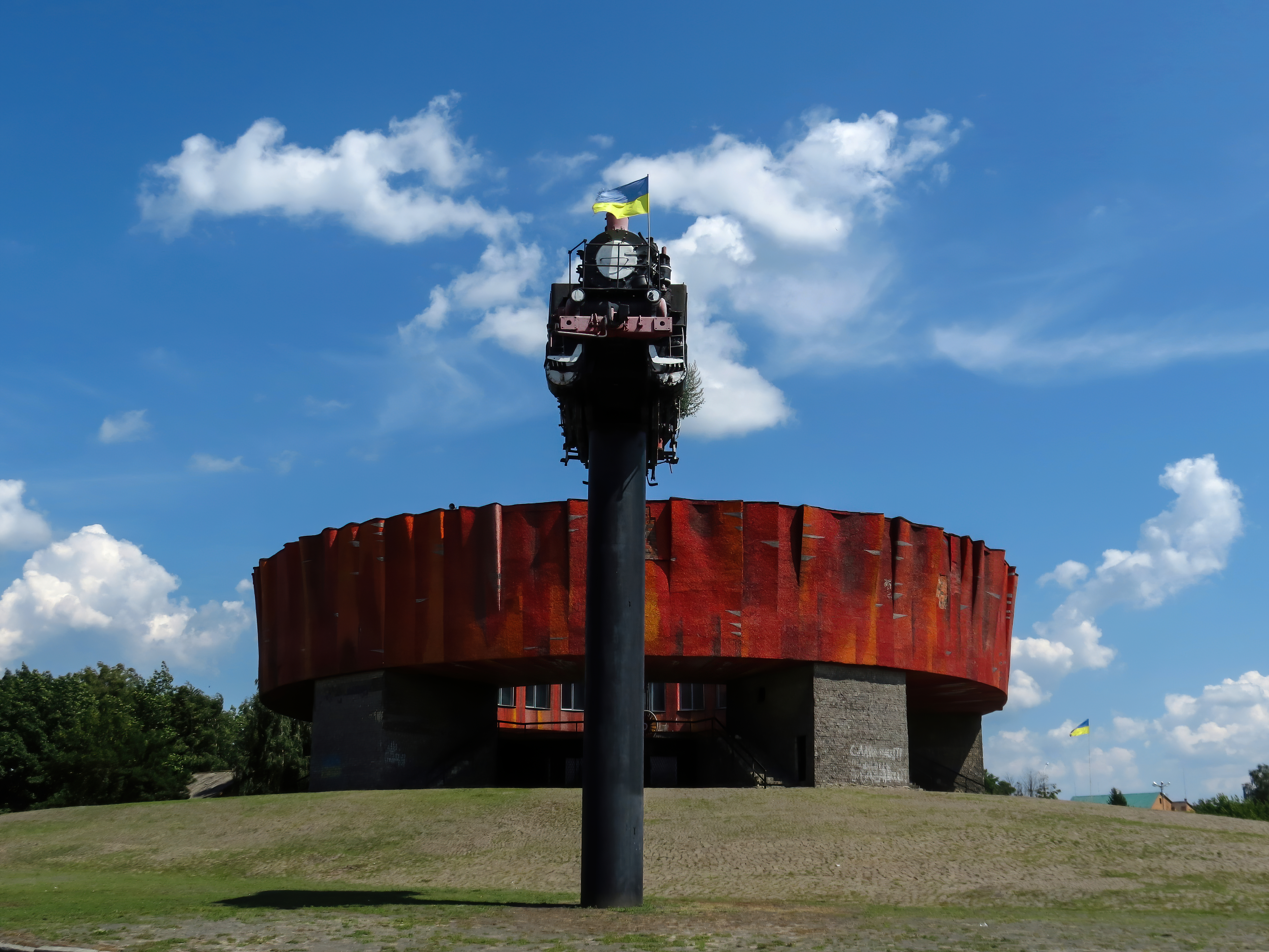
Locomotive anciennement à la gare aujourd'hui au Musée de la propagande Nikolaï Ostrovski.

### Accueil

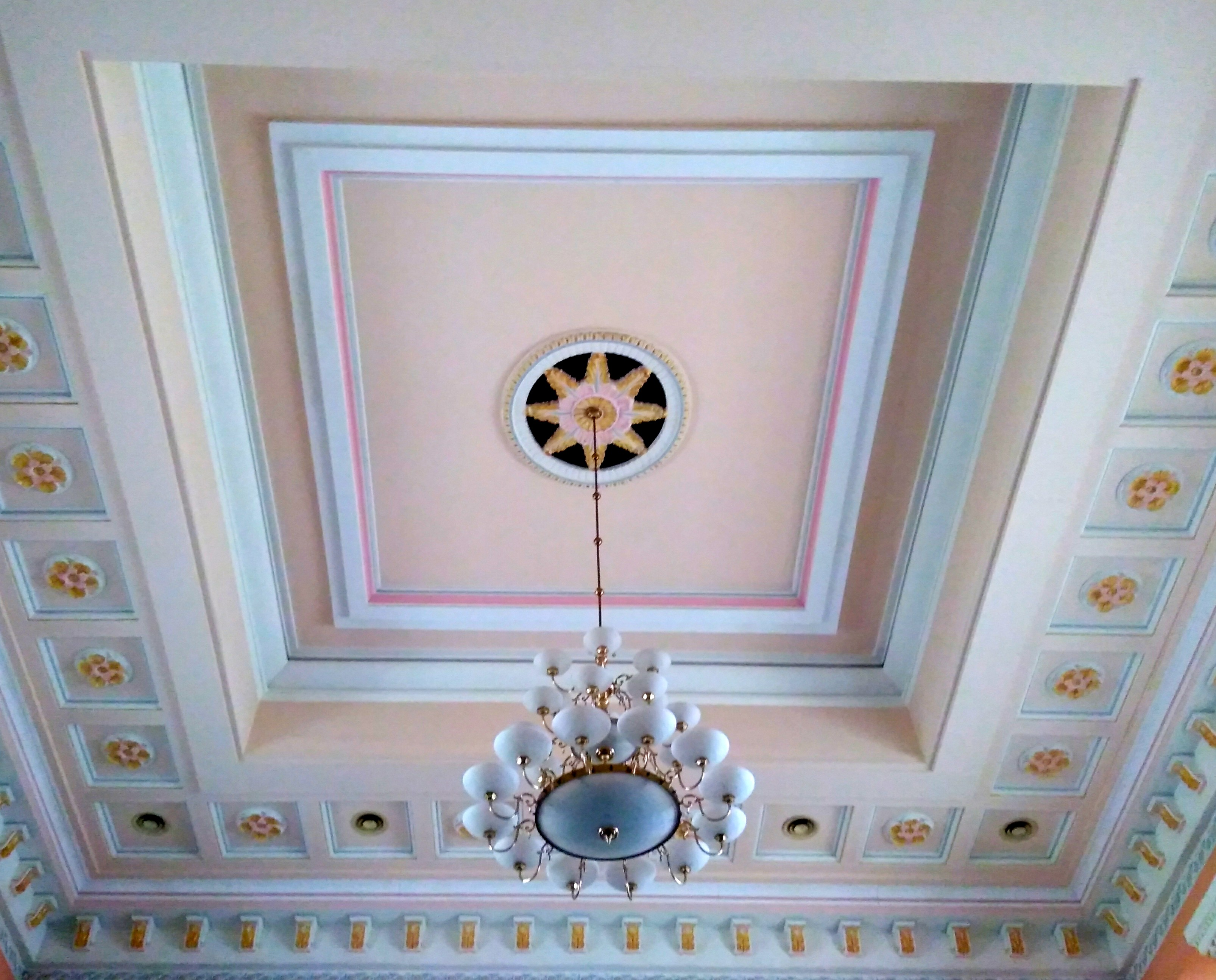
L'intérieur.

## Histoire

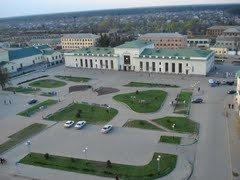
Avec sa place de la gare.

La gare est ouverte en 1873.

## Service des voyageurs

### Intermodalité
Elle est exploitée par Pivdenno-Zakhidna zaliznytsia du réseau national ukrainien.